# Euroliga Femenina 2021-22
La Euroliga Femenina 2021-22 es la 64.ª edición del campeonato europeo de clubes femeninos baloncesto organizado por FIBA, y la 26.ª edición desde que fue rebautizado como Euroliga Femenina.

## Fase previa

### Grupo A
|                                                             | Equipo            | J | G | P | PF  | PC  | DP  | Puntos |
| ----------------------------------------------------------- | ----------------- | - | - | - | --- | --- | --- | ------ |
| 1                                                           | KSC Szekszárd     | 2 | 2 | 0 | 143 | 126 | 17  | 4      |
| 2                                                           | ACS Sepsi SIC     | 2 | 1 | 1 | 135 | 141 | -6  | 3      |
| 3                                                           | Kayseri Basketbol | 2 | 0 | 2 | 148 | 159 | -11 | 2      |
| Fuente: FIBA: Fase previa de la Euroliga Femenina - Grupo A |                   |   |   |   |     |     |     |        |

### Grupo B
|                                                             | Equipo               | J | G | P | PF  | PC  | DP  | Puntos |
| ----------------------------------------------------------- | -------------------- | - | - | - | --- | --- | --- | ------ |
| 1                                                           | Famila Basket Schio  | 2 | 2 | 0 | 125 | 105 | 20  | 4      |
| 2                                                           | Tango Bourges Basket | 2 | 1 | 1 | 132 | 141 | -9  | 3      |
| 3                                                           | Valencia Basket      | 2 | 0 | 2 | 120 | 131 | -11 | 2      |
| Fuente: FIBA: Fase previa de la Euroliga Femenina - Grupo B |                      |   |   |   |     |     |     |        |

## Fase de grupos

### Grupo A
|                                                                                         | Equipo                     | J  | G  | P  | PF   | PC   | DP   | Puntos |
| --------------------------------------------------------------------------------------- | -------------------------- | -- | -- | -- | ---- | ---- | ---- | ------ |
| 1                                                                                       | UMMC Ekaterinburg UMMC *   | 13 | 13 | 0  | 1118 | 879  | 239  | 26     |
| 2                                                                                       | Perfumerias Avenida AVEN * | 13 | 10 | 3  | 1052 | 913  | 139  | 23     |
| 3                                                                                       | ZVVZ USK Praha USK *       | 13 | 9  | 4  | 1086 | 836  | 250  | 22     |
| 4                                                                                       | BLMA                       | 11 | 6  | 5  | 764  | 828  | -64  | 17     |
| 5                                                                                       | TT Riga                    | 12 | 5  | 7  | 692  | 831  | -139 | 17     |
| 6                                                                                       | Umana Reyer                | 12 | 3  | 9  | 785  | 866  | -81  | 15     |
| 7                                                                                       | MBA Moscow                 | 11 | 3  | 8  | 708  | 807  | -99  | 14     |
| 8                                                                                       | KSC Szekszárd              | 13 | 0  | 13 | 787  | 1032 | -245 | 13     |
| Fuente: FIBA: Clasificación de la Euroliga Femenina - Grupo A; actualización automática |                            |    |    |    |      |      |      |        |

### Grupo B
|                                                                                         | Equipo               | J | G | P | PF  | PC  | DP  | Puntos |
| --------------------------------------------------------------------------------------- | -------------------- | - | - | - | --- | --- | --- | ------ |
| 1                                                                                       | Sopron Basket        | 5 | 4 | 1 | 347 | 337 | 10  | 9      |
| 2                                                                                       | Galatasaray          | 5 | 3 | 2 | 368 | 346 | 22  | 8      |
| 3                                                                                       | Dynamo Kursk         | 5 | 3 | 2 | 403 | 384 | 19  | 8      |
| 4                                                                                       | Basket Landes        | 5 | 3 | 2 | 347 | 389 | -42 | 8      |
| 5                                                                                       | Spar Girona          | 5 | 2 | 3 | 340 | 356 | -16 | 7      |
| 6                                                                                       | Beretta Famila Schio | 5 | 2 | 3 | 353 | 330 | 23  | 7      |
| 7                                                                                       | Fenerbahce Safiport  | 5 | 2 | 3 | 346 | 321 | 25  | 7      |
| 8                                                                                       | VBW Arka Gdynia      | 5 | 1 | 4 | 348 | 389 | -41 | 6      |
| Fuente: FIBA: Clasificación de la Euroliga Femenina - Grupo B; actualización automática |                      |   |   |   |     |     |     |        |